# 逃奴堡

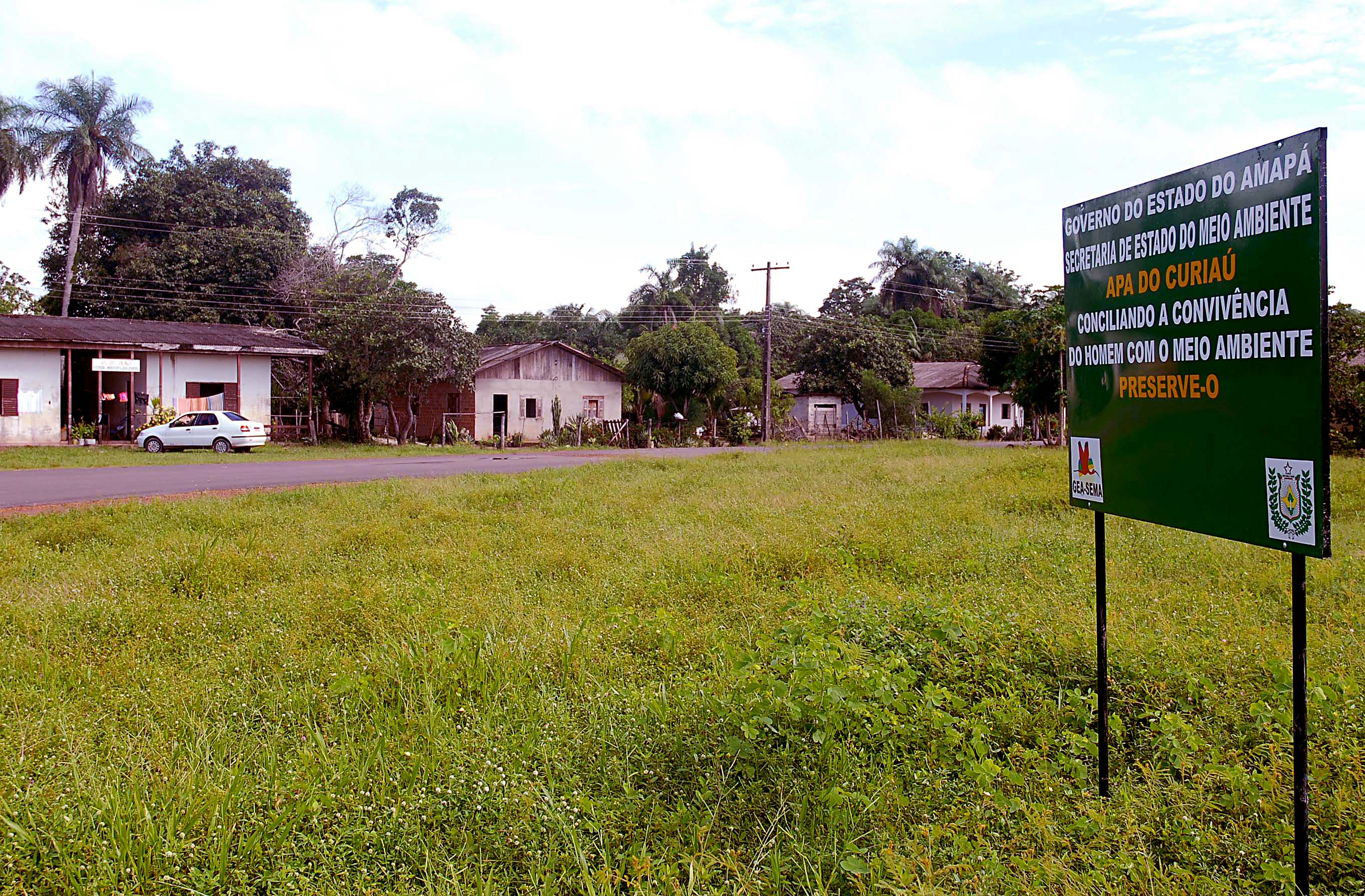
阿马帕州的一个逃奴堡

逃奴堡（源自金邦杜语词汇“kilombo”，意为“战争营”）是巴西内陆由非洲裔人士及其他人群建立的聚落。逃奴堡的居民称为“奎隆博拉”，多为逃亡奴隶（马隆人）的后裔。1605年—1694年存在的帕尔马雷斯社群是由众多逃奴堡组成的联盟。